# St. Peter (Gau-Odernheim)

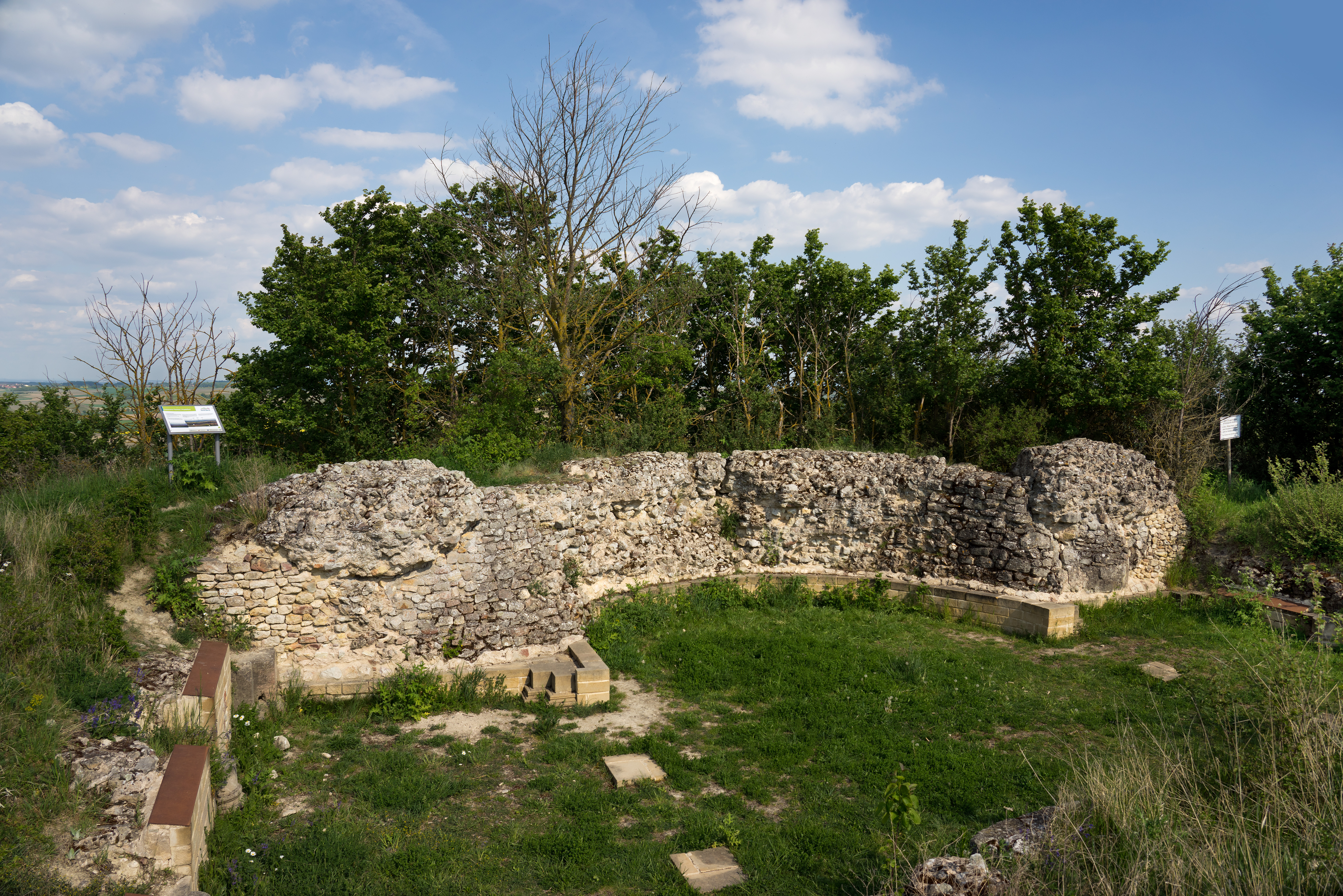
Zustand der Ruine 2022

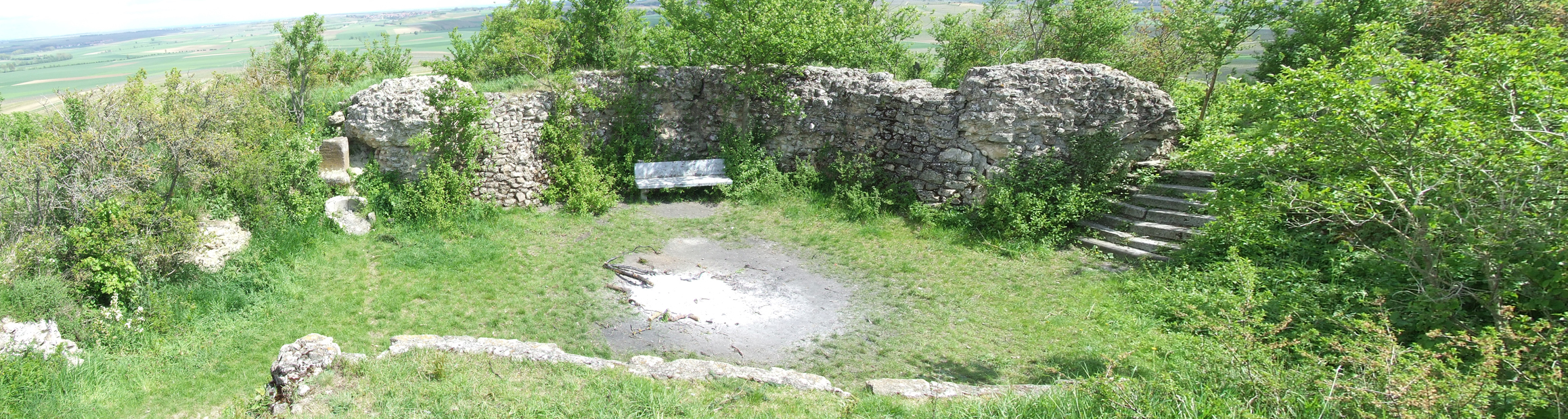
Die Ruinenreste auf dem Petersberg wurden bei Ausgrabungsarbeiten 1877 entdeckt und erst 1947 komplett freigelegt. (Foto von 2008)

Auf dem Gipfel des zwischen Bechtolsheim und Gau-Odernheim liegenden Petersberg in Rheinhessen befindet sich die Ruine der St.-Peter-Kirche. Vorhanden sind die Überreste der Umfassungsmauer einer dreischiffigen Basilika aus dem 10. Jahrhundert, die dem Patronat  des Apostels Petrus anvertraut war sowie Reste der Krypta aus dem 12. Jahrhundert.

## Geschichte

### Bau
Um das Jahr 1000 entstand eine romanische dreischiffige Basilika mit Querhaus und drei Apsiden, die mittlere davon nach Wormser Art ummantelt. Das mittlere Kirchenschiff maß 5,7 Meter (m) in der Breite, die beiden Seitenschiffe lediglich 4 m. Unterhalb des Chores war eine Krypta angelegt. Die Gesamtlänge des Gotteshauses betrug 26 m, die Breite 15 m. Auf dem Dach befand sich ein kleiner Dachreiter mit zwei Glocken.
Ludwig III. von Arnstein erwarb 1146 die Kirche und Ländereien in der Gemarkung Gommersheim bei Odernheim (Anmerkung: gemeint ist Gau-Odernheim). Dort gründete er ein Prämonstratenserinnenkloster. 1184 erwarb Werner von Bolanden das Kloster Gommersheim. Die Kirche auf dem Petersberg, die mittlerweile durch Bechtolsheim annektiert worden war, wurde zurückgeholt.

„Werner, der Jüngere von Bolanden bekundet, daß Werner, sein Großvater, zur Zeit des Kaisers Friedrich, von den Kanonikern von St. Steffan zu Metz in echtem Tausch die Stadt in Gommersheim und all ihren Zubehör erworben hat. Sein Großvater habe durch Rückkauf der Gerechtigkeit über den St. Petersberg (de monte beati Petri), die die Leute von Bechtolsheim sich angeeignet hatten, dort den Gottesdienst fördern wollen und dieser Kirche ein kleines erkauftes Gut in Gau-Heppenheim übertragen. Da er in jener schwierigen Zeit für Pfründen von Konventsbrüdern nicht hinreichende Güter stiften konnte, habe er zu seinem und seiner Eltern Seelenheil der Sorge Ludwigs, des Grafen und Gründers des Klosters Arnstein und des dortigen Abtes Richolf es überlassen durch Priester vom Nonnenkloster Gommersheim, welches jener Graf und Konverse gestiftet hatte, dort Messen feiern zu lassen. Danach habe der Abt von Arnstein auf Bitte seiner Großmutter Gude den Herrn Herbord, Prior der Kirche von Gommersheim, geschickt, unter dem sein Großvater Werner diese Schenkung des Petersberges bestätigt habe. Dieser Prior habe wegen der Bosheit der Bauern in Gau-Heppenheim, da das kleine Gut nur geringen Ertrag gebrachte dagegen die gleiche Menge Äcker in Bechtolsheim von dem Ritter Karl ertauscht, weil ein Einsiedler-Prister vom Petersberg in jenem Dorf ein Hube gekauft und für den Gottesdienst des hl. Petrus bestimmt hatte. Weiter sei dieser Tausch geschehen vor Sigfrid Malur, Schultheiß und anderen Angesehenen in Gau-Odernheim als Zeugen.“

1289 wurden die bisher auf dem Petersberg durchgeführten Jahrmärkte zu Peter und Paul (29. Juni) und Peter in Ketten (1. August), auf Erlass von Rudolf von Habsburg in die Stadt Odernheim verlegt. Trotz des Bedeutungsverlustes wurden weiterhin Stiftungen zugunsten der Peterskirche getätigt. Ein vom Kloster ernannter Propst verwaltete die Kirche und ihre nicht unerheblichen Besitztümer. Angeblich war die Anlage mit doppeltem Graben und Wall befestigt.
1566 wurde infolge von Plünderungen im Zuge der Reformation die Propstei Petersberg aufgelöst und an die Stadt Odernheim verkauft. Diese verpflichtete sich zur Unterhaltung der Kirche und überführte die Glocken in die Stadt. Obwohl 1594 und 1614 der Turm repariert wurde, wurden bereits 1582 Steine zum Bau des Obertors in Odernheim verwendet. Während des Dreißigjährigen Krieges wurde die Kirche zerstört und nachfolgend als Steinbruch für die umliegenden Dörfer genutzt. Einen Wiederaufbauplan von 1754 wurde nicht realisiert.
1772 wurde über der Apsis der Krypta ein steinernes Kreuz durch Odernheimer und Bechtolsheimer Bürger errichtet. Dies erfolgte aufgrund eines Gelübdes, da 1763 eine Viehseuche die Region heimsuchte, aber nach einer Bittprozession Odernheim und Bechtolsheim verschonte. Dieses Flurkreuz wurde zwar während der französischen Besetzung nach 1792 zerstört. Der Sockelstein mit Volute ist noch erhalten.
Bis 1832 fanden regelmäßig Predigten und Bittprozessionen für die Katholiken aus Bechtolsheim und Odernheim in der Bittwoche statt.

### Ausgrabungen
1877 begleitete der katholische Pfarrer Heinrich Gredy aus Odernheim den Mainzer Prälaten Friedrich Schneider bei einer ersten Ausgrabung auf dem Petersberg. Dabei wurden die Fundamente aufgedeckt und neben einer kursorischen Feststellung des Grundrissplans der Kirche wurden damals auch keramische Bodenfliesen von der gotischen Bauausstattung der Kirche geborgen. Von diesen ornamentalen Schmuckfußböden haben sich einige Originalfliesen erhalten. Wenige Jahre später kam es 1882 am Osthang und 1940 am nordöstlichen Teil zu einem Erdrutsch.
1947 erfolgte eine erneute intensive Ausgrabung durch Friedrich Behn und Archäologiestudenten der Uni Mainz, welche zahlreiche Hinweise auf Alter und Abmessungen der Kirche lieferte, darunter die Grundmauern der im 12. Jahrhundert eingebauten Krypta mit Quadersockeln der ehemaligen Wandgliederung. Nach Ende der gut dokumentierten Ausgrabungen verblieben die kunstvoll bearbeiteten, teils mit sogenannten romanischen Halbsäulen-Basen versehenen Steine vor Ort. In den 1950er Jahren – inzwischen wurde der Petersberg von Amerikanern und der Bundeswehr als Übungsareal genutzt und Fälle von Vandalismus nahmen zu – machte sich der damalige Pfarrer der evangelischen Kirchengemeinde Dolgesheim mit seinen Konfirmanden auf, die Steine sicherzustellen. Diese wurden in der dortigen Kirche und auf dem sie umgebenden Friedhof platziert, die Übergabe an die Landesdenkmalpflege erfolgte erst im Frühjahr 2014.

### Sage
Einer Sage zufolge wurde die Kirche von einer von insgesamt drei Schwestern erbaut. Jede der drei erbte so viel Vermögen, dass zum Aufteilen der Münzen das Scheffelmaß angewandt wurde. Alle drei beschlossen, von ihrem Erbe einen Teil für einen Kirchenbau zur Verfügung zu stellen und die Bauwerke auf Anhöhen zu errichten, so dass von jedem Gebäude zu den beiden anderen gesehen werden kann. Eine der drei Schwestern war blind und so beschlossen die beiden anderen, sie zu übervorteilen, indem sie das Hohlmaß immer umdrehten, wenn die blinde Schwester ihren Anteil bekam. Als diese später herausbekam, dass sie übervorteilt worden war, verfluchte sie ihre beiden Schwestern, deren Kirchen sich auf dem Petersberg und dem Nazarienberg bei Mommenheim (die 1194 erwähnt wurde) befanden, dass diese nicht für die Ewigkeit stehen bleiben sollten, beide sind während des Dreißigjährigen Krieges zerstört. Die von der blinden Schwester erbaute kleinere Bergkirche in Udenheim gibt es hingegen noch heute.